# Lem (parochie, Skive)
Lem is een parochie van de Deense Volkskerk in de Deense gemeente Skive. De parochie maakt deel uit van het bisdom Viborg en telt 906 kerkleden op een bevolking van 963 (2004). 
De parochie was tot 1970 deel van Rødding Herred. In dat jaar werd de parochie opgenomen in de nieuw gevormde gemeente Spøttrup. Deze ging in 2007 op in de vergrote gemeente Skive.